# برنامج هلبرت
في الرياضيات، صاغ برنامج هيلبرت عالم الرياضيات الألماني ديفيد هيلبرت. وهو حلحلة مقترحة للأزمة التأسيسية للرياضيات.

## مبرهنة عدم الاكتمال لغودل
تنص هذه المبرهنة على أنه في أي نظام مغلق لا يمكن التحقق من صحة بعض الجمل فلا يمكن أن تكون صحيحية أو خاطئة
وهذا الموضوع يعالج في علم الحاسوب تحت عنوان المنطق المضبب وله تطبيقاته في الذكاء الاصطناعي وغيره